# آب‌پران (گالیکش)
آب‌پران، روستایی است از توابع بخش گالیکش شهرستان مینودشت در استان گلستان ایران.

## جمعیت
این روستا در دهستان نیلکوه قرار داشته و بر اساس سرشماری سال ۱۳۸۵ جمعیت آن ۴۲۱ نفر (۸۸ خانوار)
بوده است.